# Brian Ruckley
Brian Ruckley skót fantasy-író.
Edinburgh-ban született és tanult, később egy ideig Angliában dolgozott. Jelenleg ismét szülővárosában él és alkot. Eddig két novellája és egy regénytrilógia első két kötete jelent meg tőle. Utóbbi, a Godless World-trilógia lengyel, holland, német, román és orosz nyelvű kiadása is folyamatban van.

## Művei

### Novellák
- Farm Animal (1993)
- Gibbons (1999)

### Regények

#### The Godless World(Istenek nélküli világ), trilógia
- Winterbirth (2006)
- Bloodheir (2008)
- Fall of Thanes (2009)